# Diva

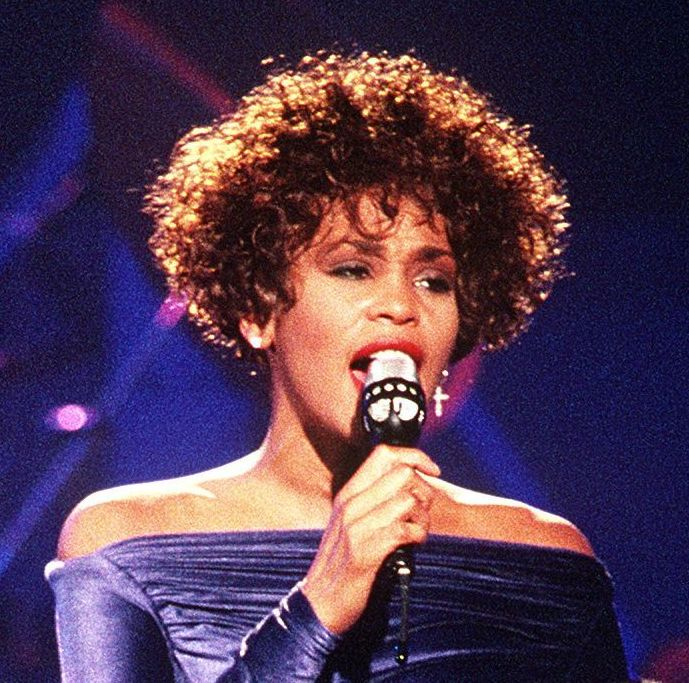
Diva Whitney Houston

Diva (výslovnost [dýva], z italského diva „božská“) je označení pro slavnou a výjimečně talentovanou operní pěvkyni. V rozšířeném pojetí a přeneseném významu se používá i pro ženu těchto kvalit v divadle, filmu a populární hudbě. Význam slova diva je blízce příbuzný s významem termínu prima donna.